# Imindounit
Imindounit (franska: Imindounit (CR), Imindounit (Commune Rurale), arabiska: كماسة) är en kommun i Marocko.   Den ligger i provinsen Chichaoua och regionen Marrakech-Safi, i den centrala delen av landet, 400 km söder om huvudstaden Rabat. Antalet invånare är 9 873.